# Desiderio da Settignano

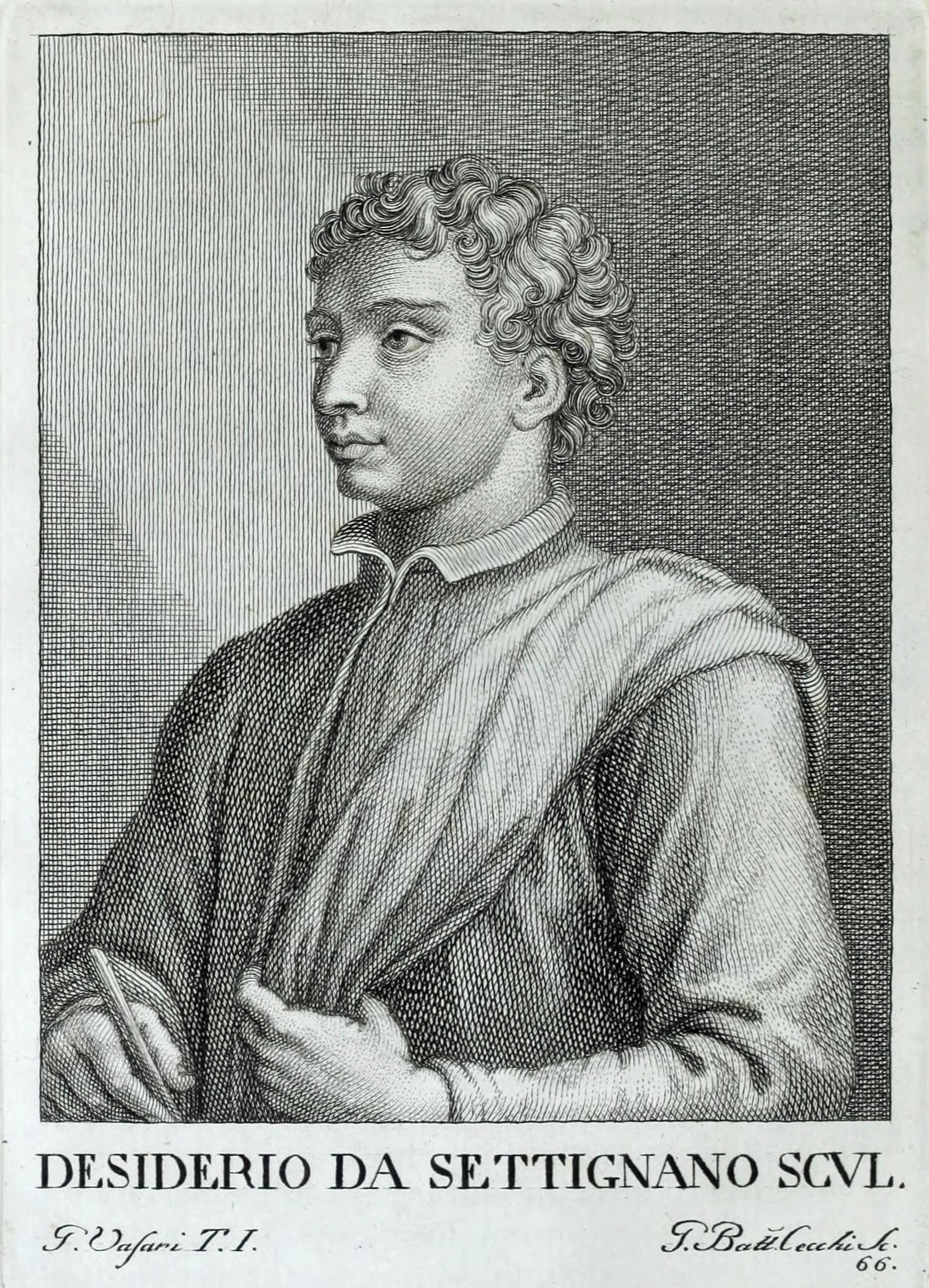
Desiderio da Settignano

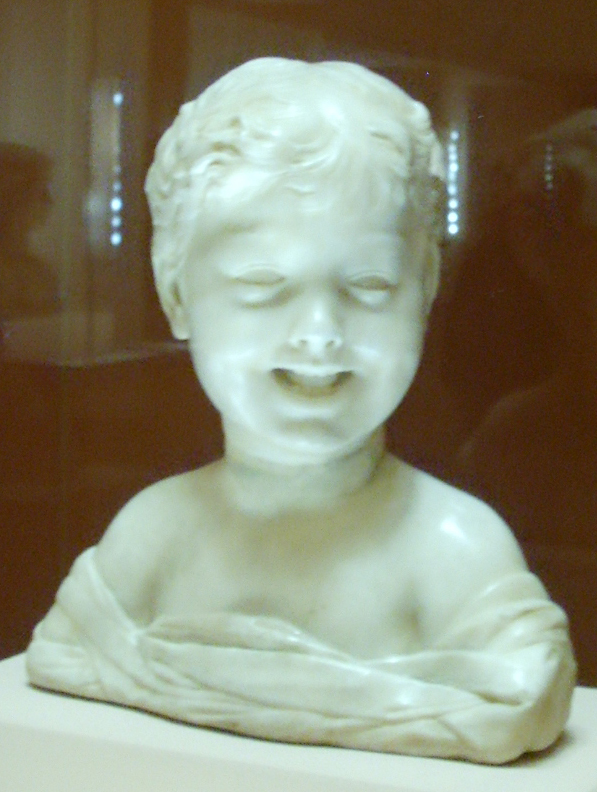
Retrato de criança, 1460-1464. Kunsthistorisches Museum, Viena.

Desiderio de Bartolomeo di Francesco detto Ferro, conhecido como Desiderio da Settignano (Settignano, então dependência de Florença, c. 1430 - Florença, 16 de Janeiro de 1464) foi um escultor da Itália.
Nasceu em uma família de pedreiros. Pouco se sabe de sua educação, mas deve ter sido influenciado por Donatello. Desenvolveu um estilo de grande suavidade, refinamento e sensualidade sublimada, expresso em retratos de mulheres, demonstrando ainda uma grande capacidade de representar os sentimentos, que vão da melancolia à alegria. Seus baixos-relevos evidenciam seu domínio da perspectiva e dos efeitos sutis de luz e sombra, e sua qualidade técnica e estética não teve rivais em sua geração. Também tornou-se hábil nos retratos de crianças e em peças devocionais da Madonna com o Menino Jesus. Deixou também dois grandes monumentos em Florença, a Tumba de Carlo Marsuppini na Basílica da Santa Cruz (c. 1453–55) e o Tabernáculo do Sacramento na Basílica de São Lourenço (1461), ambos de especial importância para a evolução subsequente da escultura em seus gêneros, com planos de perspectiva nos fundos dos relevos e uma modelagem de figuras que enfatiza os contornos e trata os trajes com elegância e fluência para sugerir a anatomia e o movimento. O tratamento das superfícies exibe um polimento acetinado que empresta uma aura de doçura aos personagens.